# Гревцев, Максим Александрович
Максим Александрович Гревцев (род. 24 июля 1970, Москва) — советский и российский футболист, нападающий.

## Биография
Воспитанник футбольной школы московского «Торпедо», в 1986—1987 годах выступал за его дублирующий состав. Во взрослых соревнованиях дебютировал в 1988 году в составе калининской «Волги» во второй лиге СССР.
В 1992—1995 годах выступал в первой лиге России за «Металлург» (Липецк) и «Шинник».
С 1996 года до конца профессиональной карьеры играл в клубах второго дивизиона — «Арсенал» (Тула), «Спартак» (Щёлково), «Амур-Энергия», «Спартак» (Луховицы), «Рязань-Агрокомплект», «Знамя Труда», «Елец». В составе «Арсенала» стал победителем зонального турнира второго дивизиона 1997 года, в составе «Спартака» (Щёлково) дважды становился серебряным призёром зональных турниров.
Всего за карьеру в первенствах СССР и России сыграл более 420 матчей и забил более 110 голов, в том числе 122 матча и 27 голов — в первом дивизионе. В кубковых турнирах сыграл не менее 20 матчей и забил 4 гола, выходил на поле в матчах против клубов высшего дивизиона — камышинского «Текстильщика» и ФК «Москва».

## Личная жизнь
Брат Артём (род. 1975) тоже был футболистом, играл в третьей лиге за «Чертаново».